# Зоопарк Благоевград
Зоологическата градина в Благоевград е разположена в близост до центъра на града и квартал „Вароша“, в парк „Ловен дом“.

## История
През 1959 година в Педагогическото училище, настанено в сградата на днешния Междуучилищен център, учителят от Червен бряг Илко Василев дава идеята за създаване на жив кът в услуга на преподаването по биология. Той е създаден в сутерена на училището и става основа на втората Зоологическа градина в България.
Същата година Благоевградският зоопарк прави първите си стъпки в градската градина до днешния хотел „Ален мак“. Там Илко Василев и ентусиазираните му ученици закачат първата клетка с първия обитател на зоопарка – орел, който кръщават Картал.
От 1959 година до 1961 година Илко Василев обикаля из цяла България за да събере животни за зоопарка в Благоевград, а на 5 януари 1961 година бива назначен официално за първия управител на Зоологическата градина, а Костадин Миладинов за първия щатен служител.
През 1963 година с помощта на доброволци е изградена двукилометрова алейна мрежа, покрита с базалтови плочки, както и са насадени множество дървета, храсти и рози.

## Животински видове
Зоологическата градина разполага с терен от 150 дка, от които се ползват 50 дка. Животните могат да бъдат разгледани по видове в различните обособени алеи на зоопарка.
Алея 1 – риби, костенурки, гризачи – зайци, морски свинчета, чинчили, нутрии, птици – пауни, кокошки, фазани, патици, гъски.
Алея 2 – фазани, щрауси, благороден елен, ватус, лама, тибетски як, бизон, понита, носато мече, маймуни, еноти, папагали, мечки, диво прасе.
Алея 3 – камерунски кози, сърна, муфлони.
Алея 4 – лъвове, ягуар, вълк, чакали.